# Yannick Talabardon
Yannick Talabardon (París, Francia, 6 de julio de 1981) es un ciclista francés. 
Corrió en los equipos franceses Auber 93, Crédit Agricole y Saur-Sojasun.
El 4 de octubre de 2013 anunció su retirada del ciclismo tras doce temporadas como profesional y con 32 años de edad.

## Palmarés
2003
- Mi-Août 4

2004
- 1 etapa del Tour de Normandía
- Tour de Jura

2009
- París-Troyes
- 1 etapa del Tour de Alsacia

## Resultados en Grandes Vueltas y Campeonatos del Mundo
| Carrera         | Carrera         | 2002 | 2003 | 2004 | 2005 | 2006  | 2007 | 2008 | 2009 | 2010 | 2011 | 2012 | 2013 |
| --------------- | --------------- | ---- | ---- | ---- | ---- | ----- | ---- | ---- | ---- | ---- | ---- | ---- | ---- |
|                 | Giro de Italia  | —    | —    | —    | 78.º | 100.º | —    | —    | —    | —    | —    | —    | —    |
|                 | Tour de Francia | —    | —    | —    | —    | —     | —    | —    | —    | —    | 45.º | —    | —    |
|                 | Vuelta a España | —    | —    | —    | —    | —     | 60.º | 31.º | —    | —    | —    | —    | —    |
| Mundial en Ruta | Mundial en Ruta | —    | —    | Ab.  | —    | —     | —    | —    | —    | —    | —    | —    | —    |

—: no participa

Ab.: abandono

## Equipos
- BigMat/Auber (2002-2004)
  - BigMat-Auber 93 (2002-2003)
  - Auber 93 (2004)
- Crédit Agricole (2005-2008)
- Sojasun (2009-2013)
  - Besson Chaussures-Sojasun (2009)
  - Saur-Sojasun (2010-2012)
  - Sojasun (2013)